# 黃錦紹
戴伯特·黃（英語：Delbert E. Wong，1920年5月17日—2006年3月10日），漢名黃錦紹，生於美國加利福尼亞州，祖籍廣東開平，美國律師與法官，為美國第一位華裔法官。

## 生平
黃錦紹生於美國，祖籍廣東開平馬岡黃屋村，是中國廣東移民第三代。
1942年取得柏克萊加州大學法學士學位，為柏克萊加州大學法學院首位華裔畢業生。第二次世界大戰爆發，黃錦紹加入美國陸軍航空軍，擔任B-17轟炸機領航員，在歐洲戰場作戰，曾獲得美國空軍飛行十字勳章、四枚航空獎章。
二次大戰結束後，他進入斯坦福法学院，1948年畢業，是史丹福大學法學院第1名華裔畢業生。畢業後成為加州議會副法律諮詢顧問，是加州議會第1名亞裔職員，隨後成為加州第1名亞裔副州檢察長。1958年，加州州長任命他為法官，為美國第一位華裔法官。黃錦紹之後成為加州高等法院法官，在加州服務超過20年。

## 家庭
其妻黃馮慕貞，生有兩子。

## 榮譽
2013年3月1日，洛杉磯市政府為紀念黃錦紹，決定將中國城的一個街區命名為「黃錦紹街區」，這是美國第一個以華裔人士命名的街區。

## 外部連結
- 美國首位華裔法官黃錦紹 （页面存档备份，存于）